# Джейкобс, Чоузен
Чоузен Джейкобс (англ. Chosen Jacobs; род. 1 июля 2001, Спрингфилд, Массачусетс) — американский актёр кино и телевидения, начавший сниматься в возрасте 13 лет. Наиболее известен зрителю исполнением роли Уилла Гровера в сериале «Гавайи 5.0» (2016—2018) и роли Майка Хэнлона в фильмах «Оно» (2017) и «Оно 2» (2019).

## Биография
Чоузен Джейкобс родился 1 июля 2001 года в городе Спрингфилд (штат Массачусетс, США), но ещё в детстве переехал с родителями в город Атланта (штат Джорджия). У актёра необычное имя, которое переводится как «избранный»: по семейной легенде, отцу послышалось, что тот произнёс это слово, когда ему было несколько дней от роду. Чоузен с детства занимается музыкой, поёт, играет на гитаре и пианино. Мать записала его в театральный кружок, где подростка приметили продюсеры, и в возрасте 13 лет он впервые появился на экране: в рекламе игрушечных автомобилей Hot Wheels. В 2015 году Чоузен переехал в Голливуд, и уже в следующем году снялся в своём первом фильме, короткометражке «Останки». В 2017 году последовала его первая крупная роль на широком экране, сразу принёсшая ему большую популярность: он сыграл Майка Хэнлона в очень успешной ленте «Оно». С 2016 года актёр также снимается в телесериалах.

## Фильмография
| Год       |     | Русское название      | Оригинальное название        | Роль                  |
| --------- | --- | --------------------- | ---------------------------- | --------------------- |
| 2016      | кор | —                     | Remnants                     | Джордж                |
| 2016—2018 | с   | Гавайи 5.0            | Hawaii Five-0                | Уилл Гровер           |
| 2017      | с   | —                     | Movie Trivia Schmoedown      | в роли самого себя    |
| 2017      | ф   | Оно                   | It                           | Майк Хэнлон           |
| 2017      | ф   | Полицейские и воры    | Cops and Robbers             | юный Майкл            |
| 2018      | с   | Американка            | American Woman               | Уильям                |
| 2018      | с   | Касл-Рок              | Castle Rock                  | Уэнделл Дивер         |
| 2019      | ф   | Оно 2                 | It: Chapter Two              | Майк Хэнлон в детстве |
| 2020      | с   | Под уличными фонарями | When the Street Lights Go On | Чарли Чемберс         |

## Награды и номинации
- 2018 — MTV Movie & TV Awards в категории «Лучшая актёрская команда» за роль в фильме «Оно» — победа (совместно с ещё 6 актёрами и актрисами).